# Pont romain (Chantelle)
Le pont romain est un pont en ruine situé à Chantelle, dans le département français de l'Allier datant de la période gallo-romaine ou du Moyen Âge et qui franchissait la Bouble, qui passait alors à cet endroit. L'édifice est inscrit au titre des monuments historiques en 1928.

## Localisation
Le pont est situé sur la commune de Chantelle, dans le sud du département français de l'Allier (région Auvergne-Rhône-Alpes). Du fait d'un changement de cours de la Bouble à la suite d'une crue au XVIIe siècle, le pont se trouve aujourd'hui en plein champ, au nord-est du bourg de Chantelle, au lieu-dit les Eaux-Salées, près de la route départementale D 987, à près d'une centaine de mètres au nord de la rive gauche de la rivière. 

## Description
Le pont est formé de trois arches de pierre en arc de cercle de respectivement 3, 8 et 6 mètres d'ouverture. L'arche centrale a une hauteur de clef aujourd'hui, et selon les sources, de 1,8 ou 2,10 mètres.

## Historique
Chantelle-la-Vieille (commune de Monestier), à 4 km à l'ouest de Chantelle, est très probablement l'ancienne Cantilia figurant sur la carte de Peutinger, un important nœud routier à l'époque gallo-romaine, où il fut construit, au IIe siècle, un pont de pierre à cinq arches franchissant la Bouble. Ce pont aurait été emporté lors de la crue de 1210. Il se trouvait à l'emplacement du pont actuel. Lors de la construction de celui-ci, en 1840, les fondations de l'ancien pont ainsi que des médailles romaines à l'effigie de Domitien et d'Agrippa furent retrouvées. Il est très peu probable que deux ponts aient été construits à cette époque, l'un proche de l'autre ; donc, selon l'ingénieur et historien des ponts Marcel Prade, le pont dit romain date sans doute du Moyen Âge. Il porta d'ailleurs le nom de « Pont-Neuf » jusqu'au XIXe siècle.
En 1862, l'abbé Boudant, racontant la grande crue de 1648, écrivait : « Aux Eaux-Salées, la Bouble furieuse interrompit son cours et laissa à sec le pont sous laquelle elle passait tout entière. On le voit aujourd'hui au milieu des champs, tout étonné de se trouver en pareil lieu. Durant la chaude saison, les troupeaux viennent sous ses voûtes chercher un peu d'ombrage… Trois arches sveltes… paraissent vouloir longtemps encore résister… Les parapets et les pierres de taille ont été enlevés : mais le pavé, composé de cailloux noyés dans le ciment, le couvre encore dans presque tout son entier. À quelle époque remonte ce travail ? C'est un problème, plusieurs lui attribuent une origine romaine. Cette opinion nous paraît tout a fait vraisemblable. Quoi qu'il en soit et malgré son antiquité incontestable, il conserve son nom primitif : Le Pont-Neuf. »
L'édifice est inscrit au titre des monuments historiques en 1928. Il est aujourd'hui situé sur un terrain privé.